# Jacques Noël
Jacques Noël (Párizs 10. kerülete, 1920. április 6. – Caen, 2004. október 7.) olimpiai és világbajnok francia tőrvívó.